# Traité de Phoenicé
 (mars 2016).
Si vous disposez d'ouvrages ou d'articles de référence ou si vous connaissez des sites web de qualité traitant du thème abordé ici, merci de compléter l'article en donnant les références utiles à sa vérifiabilité et en les liant à la section « Notes et références ».
Le traité de Phoenicé ou paix de Phoiniké (205 av. J.-C.) est un traité qui marque la fin de la première guerre macédonienne entre Rome et le royaume de Macédoine. Il a eu lieu à Phœnicè.

## Les raisons du traité
Ce traité met fin à une guerre qui a duré dix ans entre 214 et 205. L'origine de la guerre vient du fait que Philippe V de Macédoine veut s'étendre de plus en plus et notamment sur l'Illyrie, une région romaine sous protectorat. Les Romains ne l'entendent pas de cette façon et décident de défendre leur territoire ainsi que ses alliés comme Appollonie, les Macédoniens essuient quelques défaites sanglantes. Le problème pour les Romains est le fait qu'ils soient déjà engagés dans un conflit depuis quelques années qui est la deuxième guerre punique contre Hannibal et les Carthaginois. Pour contrecarrer les plans de la Macédoine, Rome traite notamment avec la Ligue étolienne et Pergame, de l'autre coté Philippe V de Macédoine signe un traité d'aide avec Hannibal. En échange, la Macédoine doit aider Carthage et ces derniers devront aider Philippe dans sa conquête de la Grèce.
Finalement, les Romains qui veulent se consacrer pleinement à la deuxième guerre punique, laissent leurs alliés en Grèce qui sont donc contraints de signer la paix de Phoiniké en 205.

## Les conditions du traité
Selon Pascal Payen qui a étudié Tite Live et le passage mentionnant la paix de Phoiniké, c'est une paix « rapidement construite, quoi qu'il en soit, et ratifiée à la satisfaction de tous, chose rare ! » 
Le traité penche favorablement pour la Macédoine, qui prend la région de l'Illyrie et qui contrôle la Bithynie de Prusias, les Achéens, les Béotiens, les Thessaliens, les Acarnaniens et les Épirotes. En ce qui concerne Rome, elle contrôle l'Attale, Pleuratus, les Lacédémoniens, les Éléens, les Messéniens et les Athéniens.